# Komitat Hunyad
Das Komitat Hunyad [ˈhuɲɒd] (deutsch selten auch Komitat Eisenmarkt; ungarisch Hunyad vármegye, lateinisch comitatus Hunyadiensis, rumänisch Comitatul Hunedoara) war eine Verwaltungseinheit im Südosten des Königreichs Ungarn. Verwaltungssitz war Déva.
Heute liegt das Gebiet in Siebenbürgen in Rumänien.

## Geographie

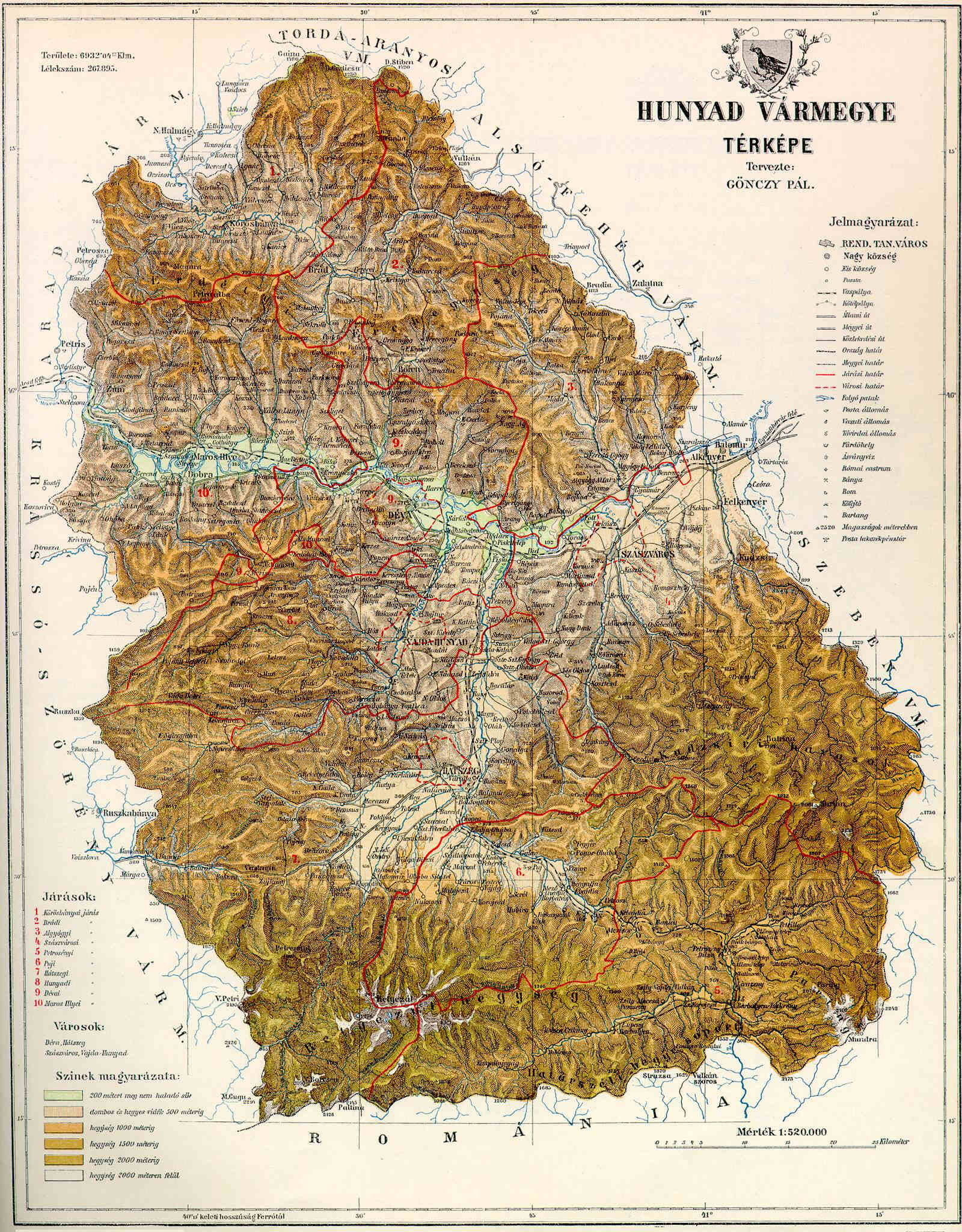
Karte des Komitats Hunyad um 1890

Es grenzte an die Komitate Arad, Torda-Aranyos, Unterweißenburg (Alsó-Fehér), Hermannstadt (Szeben) und Krassó-Szörény sowie im Süden an das Königreich Rumänien.
Das gesamte Komitat ist durch seine Lage in den Südkarpaten sehr gebirgig, im Süden erhoben sich Berge bis fast 2500 Metern Höhe (Retezat-Gebirge). Nur entlang des Hauptflusses Marosch, der neben dem Fluss Strell und dem Schil durch das Gebiet fließt, ist Landwirtschaft möglich (Getreide, Mais, Früchte, Wein), ansonsten spielten vor allem die Forstwirtschaft und der Bergbau eine wirtschaftliche Rolle.

## Geschichte
Das Komitat Hunyad entstand im 11. Jahrhundert und wurde 1265 als Hungnod erwähnt. Es gehörte zu Siebenbürgen, dem östlichsten Landesteil des Königreichs Ungarn. Der Hauptsitz der Gespanschaft war die Burg Hunyad, später wurde die Stadt Deva zum Verwaltungssitz. Nach der Besetzung Mittelungarns durch die Osmanen kam das Gebiet im 16. Jahrhundert zum Fürstentum Siebenbürgen, 1711 gelangte es mit Siebenbürgen, das 1765 zum Großherzogtum erhoben wurde unter Habsburgische Oberhoheit. Nach dem Österreichisch-Ungarischen Ausgleich wurde das Komitat 1867 wieder Teil des Königreichs Ungarn. Bei der Komitatsreform 1876 wurden Teile des Komitats Zaránd eingegliedert.
Nach dem Ende des Ersten Weltkriegs kam das Gebiet infolge des Vertrags von Trianon 1920 zu Rumänien und liegt heute bis auf einen schmalen Streifen im Westen, der zum Kreis Arad gehört, im Kreis Hunedoara.

## Bezirksunterteilung

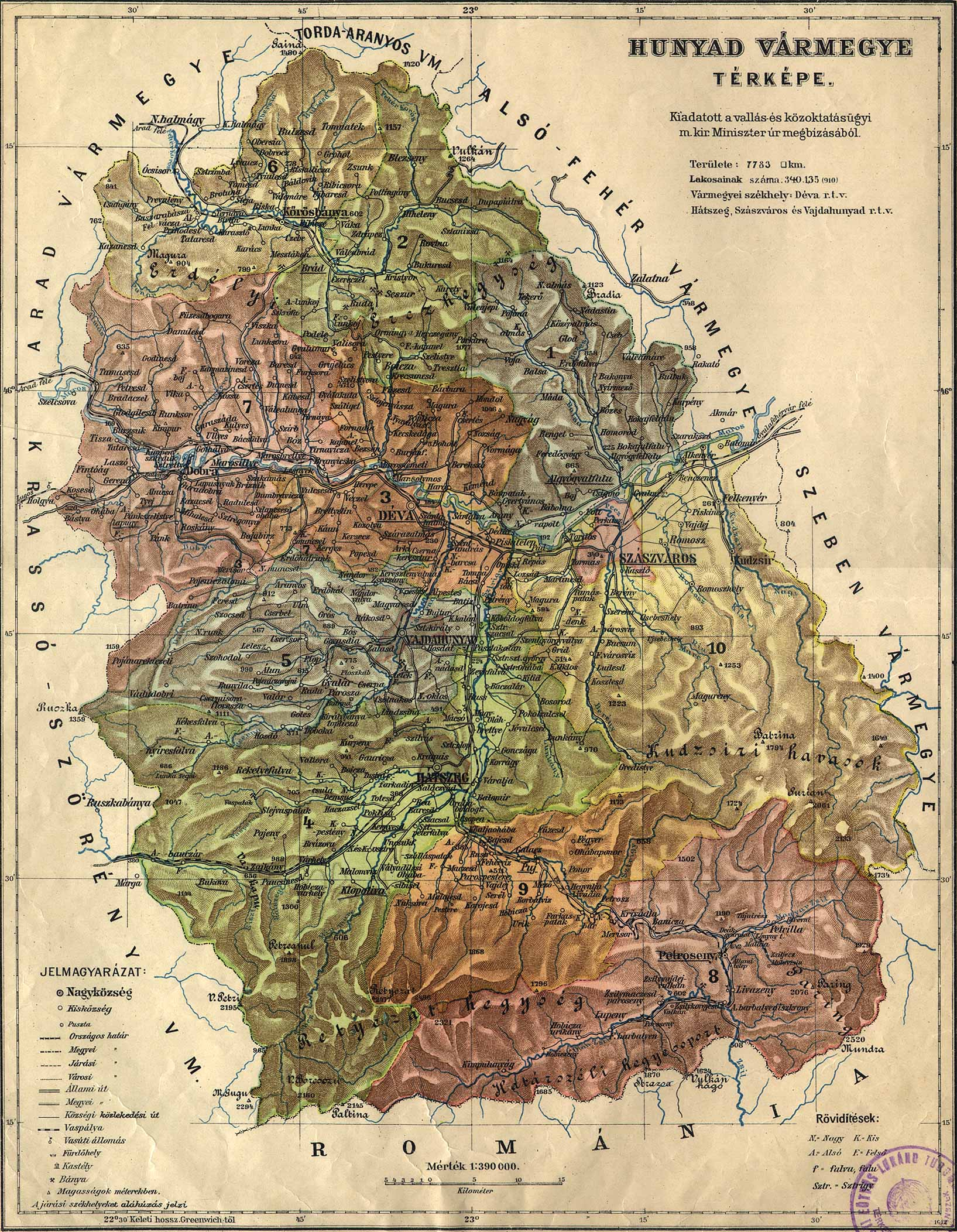
Administrative Karte

Das Komitat bestand im frühen 20. Jahrhundert aus folgenden Stuhlbezirken (nach dem Namen des Verwaltungssitzes benannt):
| Stuhlbezirke (járások)                   | Stuhlbezirke (járások)         |
| Stuhlbezirk                              | Verwaltungssitz                |
| ---------------------------------------- | ------------------------------ |
| Algyógy                                  | Algyógyalfalu, heute Geoagiu   |
| Brád                                     | Brád, heute Brad               |
| Déva                                     | Déva, heute Deva               |
| Hátszeg                                  | Hátszeg, heute Hațeg           |
| Kőrösbánya                               | Kőrösbánya, heute Baia de Criș |
| Marosillye                               | Marosillye, heute Ilia         |
| Petrozsény                               | Petrozsény, heute Petroșani    |
| Puj                                      | Puj, heute Pui                 |
| Szászváros                               | Szászváros, heute Orăștie      |
| Vajdahunyad                              | Vajdahunyad, heute Hunedoara   |
| Stadtbezirke (rendezett tanácsú városok) |                                |
| Déva, heute Deva                         |                                |
| Hátszeg, heute Hațeg                     |                                |
| Szászváros, heute Orăștie                |                                |
| Vajdahunyad, heute Hunedoara             |                                |

Alle Orte liegen im heutigen Rumänien.